# Орлик (Бурятія)
Орлик (рос. Орлик) — село Окинського району, Бурятії Росії. Входить до складу Сільського поселення Орлицького.

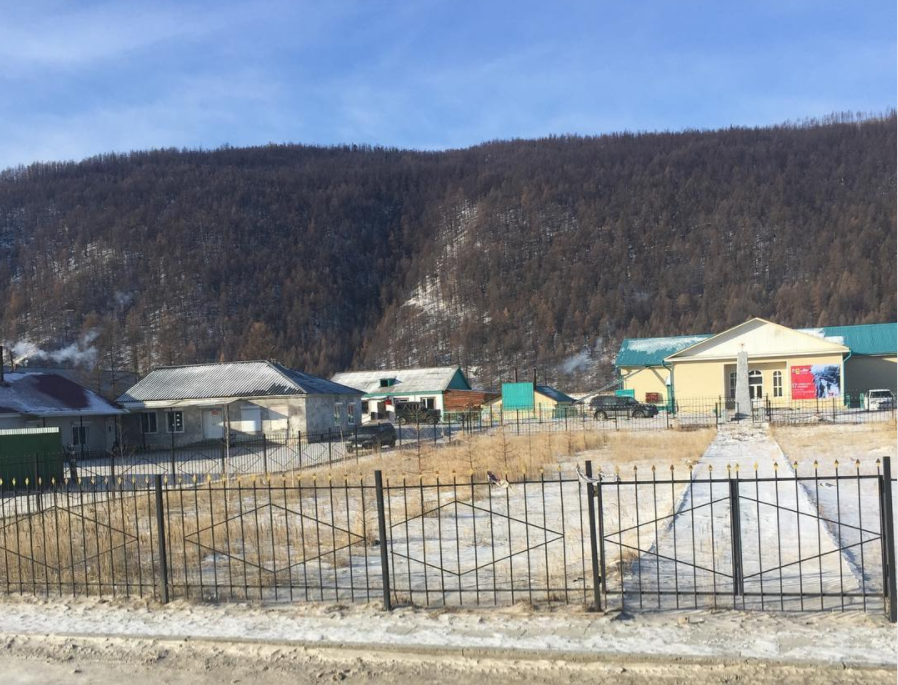
Центр села Орлик

Населення —  2555 осіб (2015 рік).